# André Weitzenhoffer
André M. Weitzenhoffer, né à Paris le 16 janvier 1921 et mort à Reno le 24 février 2005, est un docteur en psychologie franco-américain connu pour ses travaux sur l'hypnose. Il est notamment connu pour sa collaboration avec Ernest Hilgard dans les années 1950 pour l'élaboration d'échelles psychométriques permettant la quantification de la suggestibilité hypnotique.